# Lutosławice Szlacheckie
Lutosławice Szlacheckie [pronunciación en polaco: /lutɔswaˈvit͡sɛ ʂlaˈxɛt͡skʲɛ/] es un pueblo ubicado en el distrito administrativo de Gmina Grabica, dentro del Distrito de Piotrków, Voivodato de Łódź, en Polonia central. Se encuentra aproximadamente a 3 kilómetros al norte de Grabica, a 16 kilómetros al noroeste de Piotrków Trybunalski, y a 31 kilómetros al sur de la capital regional Łódź.